# José de Aranguren y de Añivarro
José de Aranguren y de Añivarro (Bilbao, 1821) fue un compositor y pianista vasco, hijo de don Antolín de Aranguren y doña Clara Antonia de Añivarro.  

## Desarrollo profesional
Estudió solfeo y piano bajo la dirección de don Nicolás Ledesma, maestro de capilla y organista en la basílica de Santiago de dicha villa, y el violín bajo la dirección de don Fausto Sanz, tenor de dicha iglesia. A los seis meses de estudio en el referido instrumento obtuvo plaza de segundo violín, puesto que desempeñó por algunos años.  
En 1843 pasó a Madrid con objeto de estudiar la composición, y lo hizo desde 1844 a 1848, bajo la dirección de don Hilarión Eslava, habiendo practicado todo género de piezas religiosas y profanas. 
El 1855 publicó un Método de piano del que se han hecho varias ediciones, y en el año 1861 un Prontuario para los cantantes é instrumentistas, habiendo sido ambas obras adoptadas por el Real Conservatorio. 
En el año 1864 obtuvo en el Real Conservatorio una plaza de armonía superior por rigurosa oposición.

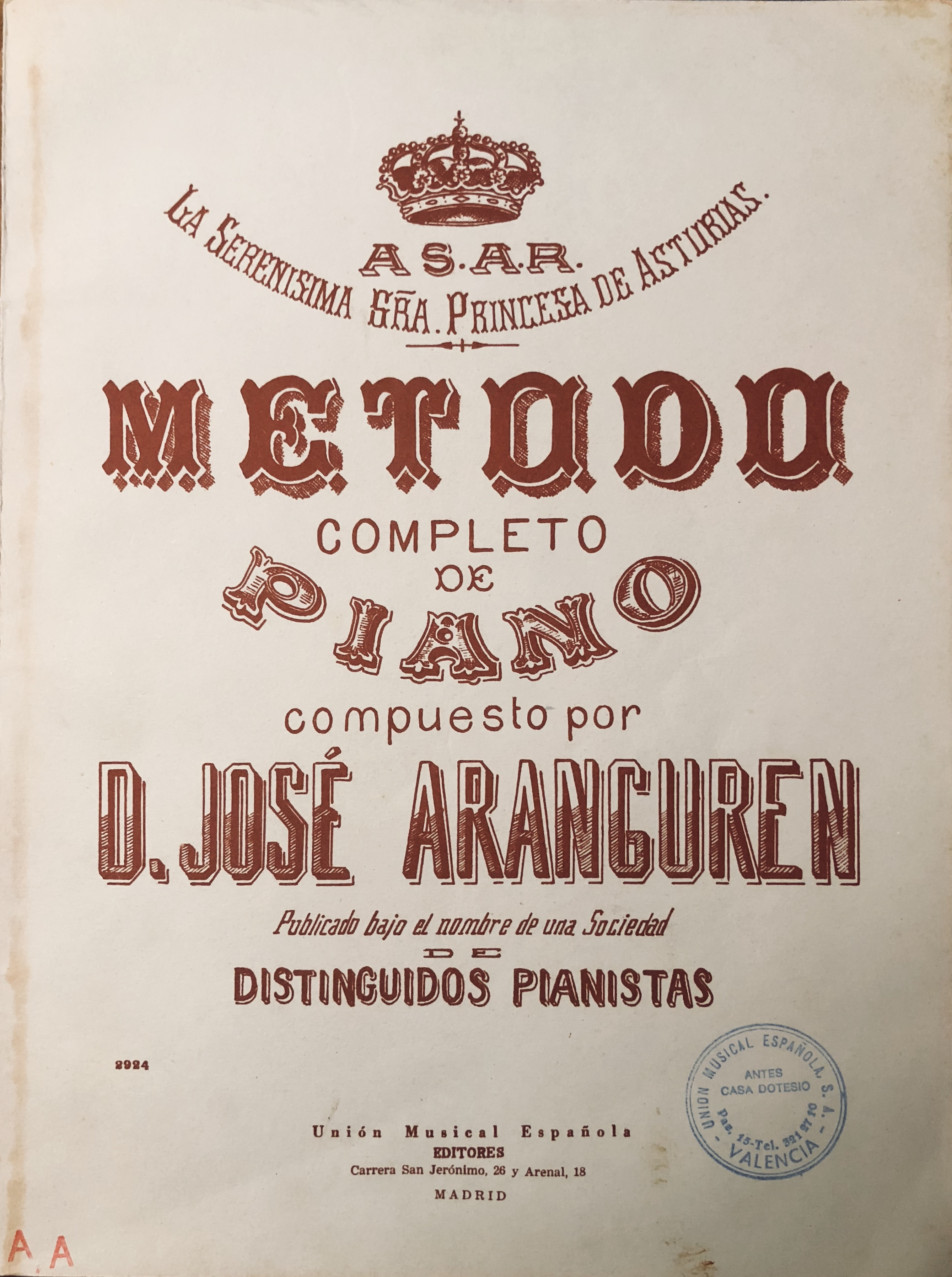
Portada método piano de José Aranguren

## Obras
Entre sus obras destacan:
- Método completo de piano (1855), dedicado a la entonces Princesa de Asturias, S.A.R. Isabel de Borbón y Borbón.
- Método completo de piano (1860).
- Prontuario del cantante e instrumentista (1860), dedicado a don Hilarión Eslava.
- Método completo de piano (1879)
- Guía práctica a su Tratado de armonía (1887), dedicado a don Hilarión Eslava.